# Montreuil-sur-Loir
Montreuil-sur-Loir – miejscowość i gmina we Francji, w regionie Kraj Loary, w departamencie Maine i Loara.
Według danych na rok 2010 gminę zamieszkiwały 494 osoby, a gęstość zaludnienia wynosiła 42 osób/km².